# غزغزارة عليا (مقاطعة دهغلان)
غزغزارة عليا (بالفارسية: گزگزاره علیا) هي قرية تقع في Bolbanabad District في إيران. يقدر عدد سكانها بـ 243 نسمة بحسب إحصاء 2016.